# Sovrani del Laos

Stendardo reale del regno di Laos.

La presente lista comprende i sovrani del Laos, ovvero gli appartenenti ai principali regni che si sono succeduti nei territori dell'odierno Laos a partire dal 1354, anno in cui il re Fa Ngum di Mueang Sua (l'odierna Luang Prabang) fu incoronato sovrano del nuovo Regno di Lan Xang, unificando per la prima volta le varie città-Stato (mueang) del popolo lao. Non sono invece presi in considerazione i precedenti re di tali mueang.
Secondo la tradizione dei laotiani, il capostipite della dinastia di cui fa parte Fa Ngum è Khun Lo, il fondatore di Mueang Sua, che dà il proprio nome alla dinastia stessa. Tale città-Stato ebbe un ruolo decisivo nell'unificazione dei laotiani da parte di Fa Ngum nel 1354, ma fino ad allora era rimasta uno dei molti piccoli regni in cui il popolo era diviso.
Le cronache che menzionano Lan Xang provengono dagli antichi annali della stessa Lan Xang, di Lanna, di Ayutthaya e di Birmania, che differiscono tra loro. Gli annali di Lan Xang furono tradotti in altre lingue ed interpretati in diversi modi, dando luogo a controversie sull'attendibilità dei riferimenti storici. La principale tra le critiche che determinarono il cambiamento del testo originale, fu dettata dalla convinzione che molti degli avvenimenti storici fossero stati omessi o distorti nell'edizione originale a maggior gloria del regno. Gli avvenimenti e le date relative a Lan Xang non sono quindi pienamente attendibili.

## Regno di Lan Xang
Il principe della casa reale di Mueang Sua Fa Ngum aveva vissuto la maggior parte dell'infanzia e gioventù in esilio ad Angkor, capitale dell'Impero Khmer, dove aveva sposato la figlia del re locale Lampong Reachea. Nella prima metà del XIV secolo, le frontiere dell'impero erano state minacciate dai siamesi del Regno di Sukhothai ed il re di Angkor finanziò una campagna militare affidando un esercito di 10.000 uomini a Fa Ngum, che nel 1349 marciò verso nord per imporre i propri diritti sul trono di Mueang Sua. Le intenzioni di Lampong Reachea erano quelle di far diventare Fa Ngum un potente sovrano ed un alleato per contrastare l'espansione siamese.
La campagna durò 5 anni e furono sottomesse tutte le mueang laotiane di quel tempo ponendo sui troni locali principi da Fa Ngum nominati, che furono incaricati di rifornirlo con nuove truppe, elefanti, oro ed altri generi pregiati o di necessità. Conquistò anche le valli montane nei territori di Mueang Phuan, l'antico regno della Piana delle Giare nell'odierna Provincia di Xiangkhoang, dove costrinse il sovrano del Regno Dai Viet, che controllava l'attuale Vietnam centro-settentrionale, ad accettare nuovi confini. Entrò vittorioso a Mueang Sua nel 1353, dove l'aristocrazia di corte lo nominò re e discendente di Khun Lo e di Khun Borom, il leggendario progenitore dei popoli tai.
L'anno successivo, al comando di 50.000 uomini, Fa Ngum conquistò Vieng Kham e Vientiane, le ultime municipalità laotiane nella valle del Mekong di cui non aveva il controllo. Nel giugno del 1354 si fece incoronare a Vientiane monarca del nuovo Regno di Lan Xang, letteralmente il "Regno di un milione di elefanti", le portentose 'macchine da guerra' di quei tempi.

### Sovrani di Lan Xang
- Fa Ngum (regno 1353–1372)
- Samsenthai (r. 1372–1417), figlio di Fa Ngum
- Lan Kham Deng (r. 1417–1428), figlio di Samsenthai. Alla morte di Lan Kham Deng, si acuì la spaccatura dell'aristocrazia di corte che ebbe origine con la fondazione di Lan Xang. Una fazione era schierata con il sovrano e legata all'Impero Khmer, che aveva fornito a Fa Ngum l'esercito con cui aveva unificato i principati laotiani. La nuova aristocrazia khmer creatasi a corte mise in secondo piano la vecchia nobiltà del Regno di Mueang Sua, che reagì legandosi all'emergente Regno di Ayutthaya, lo Stato siamese che si disputava con l'Impero Khmer la supremazia nel sudest asiatico.[6] Gli interessi siamesi erano rappresentati a corte da Keo Lot Fa, che il padre Ramathibodi I, re di Ayutthaya, aveva dato in moglie a Fa Ngum.[1] Il conflitto tra le due frazioni si sarebbe trascinato per alcuni decenni e contribuì alla prima grande crisi di Lan Xang nel periodo dominato dalla cortigiana Keo Phim Fa. Durante tale periodo, si succedettero in 10 anni 8 sovrani, la maggior parte dei quali fatti assassinare da Keo Pim Fa.
- Phommathat (r. 1428–1429), figlio di Samsenthai
- Yukhon (r. 1429–1430), figlio di Lan Kham Deng
- Konekham (r. 1430–1432), figlio di Samsenthai
- Kham Tam (r. 1432), figlio di Samsenthai
- Lue Sai (r. 1432–1433), figlio di Samsenthai
- Khai Bua Ban (r. 1433–1436), figlio di Phommathath
- Kham Keut (r. 1436–1438), figlio di Samsenthai
- Keo Phim Fa (r. 1438), di origini incerte. Primo sovrano donna di Lan Xang, fu fatta assassinare dai nobili che non trovarono un accordo per la sua successione.
- Interregno (1438–1441), il regno fu guidato da un governo presieduto da reggenti ecclesiastici. Lenta ricostruzione dell'unità nazionale
- Sai Tia Kaphut (r. 1441–1479), figlio di Samsenthai. Alla fine del suo regno, Lan Xang fu invaso dalle truppe vietnamite del Dai Viet che espugnarono la capitale Mueang Sua nel 1478, costringendo il re e la famiglia reale alla fuga
- Suvanna Ban Lang (r. 1479–1485), figlio di Sai Tia Kaphut. Sconfisse i vietnamiti nel 1479 cacciandoli da Lan Xang. Il padre rinunciò al trono in suo favore. Ricostruzione della capitale e del regno

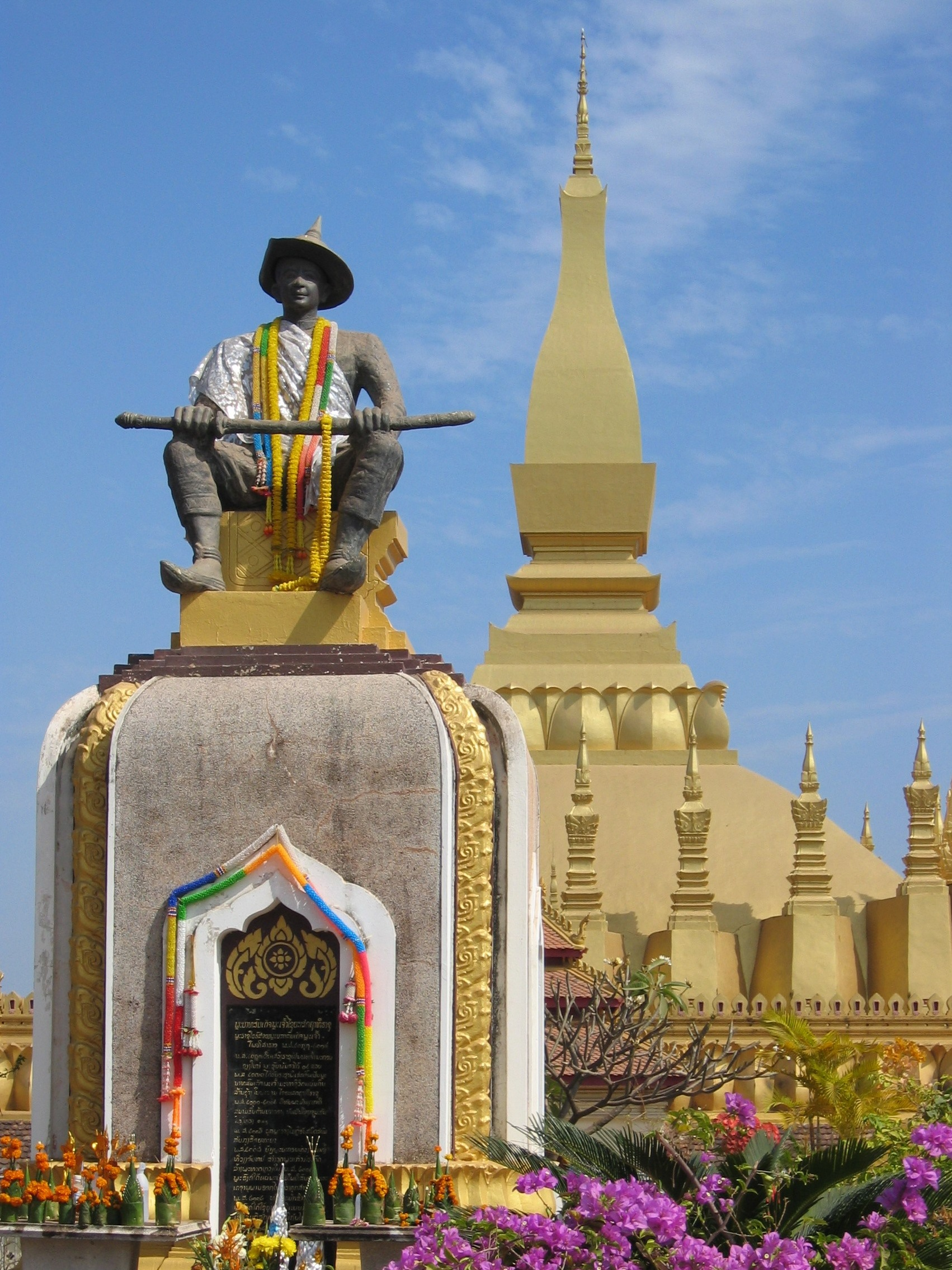
Monumento all'eroe nazionale Setthathirat I, davanti al Pha That Luang di Vientiane

- La Sen Thai (r. 1485–1495), figlio di Sai Tia Kaphut
- Somphu (r. 1495–1500), figlio di La Sen Thai
- Visunarat (r. 1500–1520), figlio di Sai Tia Kaphut. Benessere nel regno e fioritura delle arti
- Phothisarat I (r. 1520–1550), figlio di Visunarat
- Setthathirat I (r. 1550–1571), figlio di Photisarat I e re di Lanna prima di salire sul trono di Lan Xang. Detronizzato a Chiang Mai, fece spostare la capitale di Lan Xang a Vientiane nel timore di un'invasione dei birmani, il cui re Bayinnaung aveva trasformato il proprio esercito in un'invicibile macchina da guerra. Setthathirat I viene considerato un eroe nazionale per aver resistito agli attacchi birmani e per i suoi successi in politica interna ed estera.
- No Keo Kuman (r. 1571–1572), figlio di Setthathirat I, salì al trono poco dopo essere nato, con reggente il nonno materno Sen Surintra. Un anno dopo quest'ultimo, al termine di una guerra civile, lo detronizzò e si fece proclamare sovrano.
- Sen Surintra (r. 1572–1575), suocero di Setthathirat I, usurpatore non appartenente alla famiglia reale. Il suo regno ebbe fine con la conquista birmana della capitale Vientiane nel 1575. Lan Xang divenne uno Stato vassallo dei birmani, il cui dominio durò fino al 1603. Sen Surintra fu deportato a Pegu insieme al nipote No Keo Kuman.

#### Vassalli della Birmania
- Voravongse I (r. 1575–1579), fratello minore di Setthathirat. Deportato dai Birmani nel 1564, fu riportato a Vientiane nel 1575 e posto sul trono come vassallo. Morì fuggendo dalle truppe di principati del sud che si erano ribellati.
- Sen Surintra (r. 1580–1582). I Birmani lo fecero tornare dall'esilio e lo rimisero sul trono. Sen Surintra morì due anni dopo.
- Nakhon Noi (r. 1582), figlio di Sen Surintra e imposto come sovrano dai Birmani. Dopo pochi mesi fu detronizzato dai suoi sudditi che lo riconsegnarono ai Birmani.
- Interregno 1582–1590, dopo la morte di Bayinnaung nel 1581, l'impero birmano si sfaldò ma Lan Xang non seppe approfittarne. Gli era succeduto il figlio Nanda Bayin, privo del carisma e delle capacità del padre.[7] Senza nessuno a cui affidare il trono, iniziò a Lan Xang un periodo di confusione. Il vuoto di potere fu accentuato dalla debolezza della corte di Pegu, che alle prese con le ribellioni interne ed estere non fu più in grado di esercitare la sua influenza su Vientiane. Le varie fazioni dell'aristocrazia ed i governatori delle province ebbero piena autonomia ma non si ribellarono al potere birmano, non riuscendo ad accordarsi sulla scelta di un sovrano per circa 8 anni.[7]
- No Keo Kuman (r. 1590–1596). Richiamato dall'esilio per acclamazione del suo popolo, fu posto sul trono dai Birmani. Proclamò l'indipendenza nel 1593, ma la ribellione di Lan Xang fu soffocata. Rimase comunque sul trono fino alla morte avvenuta nel 1596.

#### Sovrani indipendenti
- Voravongse II (reg. 1596–1621), la cui nonna era sorella di Setthathirat I. Salì al trono a 11 anni avendo come reggente il padre Vorapita. Si pose a capo di una rivolta contro il padre e si prese il trono nel 1603. Quello stesso anno proclamò l'indipendenza dai birmani.
- Upagnuvarat (r. 1621–1622), figlio di Voravongse II, usurpò il trono del padre e lo fece assassinare, dando inizio a un nuovo periodo di crisi del regno. Morì in circostanze imprecisate 9 mesi dopo.
- Phothisarat II (r. 1622–1627), figlio di Sen Surintra
- Mom Keo (r. 1627–1633), figlio di Sen Surintra o di Upagnuvarat
- Ton Kham (r. 1633–1637), figlio di Mom Kaeo
- Viksai (r. 1637–1638), figlio di Mom Kaeo
- Surigna Vongsa (r. 1638–1690), figlio di Ton Kham. Sotto il suo regno, Lan Xang conobbe il massimo splendore. Alla sua morte scoppiarono nuovamente i dissidi interni dell'aristocrazia
- Tian Thala (r. 1690–1695), primo ministro di Surigna Vongsa e usurpatore del trono
- Nan Tharat (r. 1695-1698), nipote di Viksai
- Setthathirat II (r. 1698–1707), nipote di Surigna Vongsa, tornò dall'esilio in Annam alla guida di un esercito vietnamita e si prese il trono come vassallo dell'Annam (Vietnam)).

Non riuscì a riconciliare le fazioni nobiliari e i vari rami della casa reale. I principi Kitsarat, Ong Kham e Inta Som, temendo di essere soppressi dal cugino Setthathirat II, espugnarono Luang Prabang e marciarono quindi sulla capitale. Setthathirat II, nel timore di uscire sconfitto dal confronto, chiese l'intervento del re del Siam Phetracha.
Il sovrano siamese impose la tregua e, constatata l'impossibilità di riconciliare le parti, venne decisa consensualmente la spartizione del regno. I due nuovi Stati che nacquero furono chiamati Regno di Luang Prabang Lan Xang e Regno di Vientiane Lan Xang. Quest'ultimo rimase nelle mani di Setthathirat II, mentre quello di Luang Prabang fu affidato a Kitsarat. La linea di confine fu posta lungo il fiume Huang. Aveva così fine il glorioso Regno di Lan Xang, fondato nel 1354 dal re Fa Ngum.

## Regno di Vientiane
Setthathirath II fu il primo sovrano di Vientiane. Durante il suo regno dovette fronteggiare alcune ribellioni. Nel 1709 si ribellò il governatore di Thakhek, che dichiarò l'indipendenza e mantenne il controllo del proprio territorio fino alla morte nel 1715. Approfittando dell'indebolimento del regno, nel 1713 il principe Nokasad fu proclamato sovrano del nuovo regno meridionale di Champasak, i cui territori avevano fino ad allora fatto parte del Regno di Vientiane. Alla morte di Borom Raja, nel 1715 Setthathirath II riprese possesso di Thakhek.

### Sovrani di Vientiane
- Setthathirat II (r. 1707–1730)
- Ong Long (r. 1730–1767), figlio di Setthathirat II
- Bunsan (r. 1767–1779), figlio di Setthathirat II. Erano continuate le ostilità con Luang Prabang, sobillate dai re birmani della dinastia Konbaung che presero accordi sia con Luang Prabang che con Vientiane per accerchiare e riconquistare il Siam, sottomesso e subito perso nel 1767.[11] Nuovo re del Siam era Taksin, che fondò il Regno di Thonburi sulle ceneri di quello di Ayutthaya.[12] Nel 1777, Champasak fu conquistata dai siamesi che nel 1779 sottomisero anche Vientiane.[13] Ebbe fine quindi l'indipendenza laotiana, che sarebbe stata riacquistata con la Conferenza di Ginevra (1954)

#### Vassalli del Siam
- Interregno (1779–1780) Dopo la sottomissione di Vientiane, il governo fu affidato al siamese Phaya Supho
- Bunsan (r. 1780–1781), riprese a regnare come vassallo del Siam
- Nanthasen (r. 1781–1795), figlio di Bunsan. Nel 1782 Rama I del Siam fondò il Regno di Rattanakosin, che prese il posto di quello di Thonburi
- Inthavong (r. 1795–1805), figlio di Bunsan
- Anuvong (r. 1805–1828), figlio di Bunsan, la sua ribellione contro i siamesi fu duramente repressa, Vientiane fu rasa al suolo, Anuvong fu catturato e giustiziato e il regno fu annesso al Siam. Centinaia di migliaia di laotiani scampati al massacro vennero deportati in Isan, fino ad allora prevalentemente spopolato, e sottoposti ad un processo di integrazione definito 'thaificazione' che è tuttora in corso con i loro discendenti.[14]

## Regno di Luang Prabang
Oltre ad indebolirsi continuando le ostilità con Vientiane, il Regno di Luang Prabang ebbe anche il problema delle lotte interne tra fazioni dell'aristocrazia di corte. Si trovò quindi più volte a pagare tributi al Siam o alla Birmania.

### Sovrani di Luang Prabang
- Kitsarat (r. 1707-1713), cugino di Setthathirat II
- Ong Kham (r. 1713–1723), cugino di Kitsarat
- Inthason (r. 1723–1749), fratello di Kitsarat
- Inthaphom (r. 1749), figlio di Inthason
- Sotika Kuman (r. 1749–1768), figlio di Inthason

#### Vassalli del Siam
- Surignavong II (r. 1768-1791), figlio di Inthason. Durante il suo regno, Luang Prabang divenne tributario dei birmani nel 1771. Nel 1778 si alleò nell'assedio di Vientiane con i siamesi, che conquistarono la città ma lo costrinsero comunque al vassallaggio. Fu portato a Bangkok come ostaggio nel 1788 dai siamesi.
- Interregno (1788-1792)
- Anurat (r. 1792–1819), figlio di Inthason, vassallo dei siamesi
- Manthaturat (r. 1819–1837), figlio di Anurat, vassallo dei siamesi
- Sukaseum (r. 1837–1850), figlio di Manthaturat, vassallo dei siamesi
- Tiantha (r. 1850–1870), figlio di Manthaturat, vassallo dei siamesi
- Un Kham (r. 1870–1895), figlio di Manthaturat, vassallo dei siamesi. Costretto a fuggire da Luang Prabang nel 1887 dall'attacco dell'Esercito della bandiera nera, viene chiamato a Bangkok e torna in patria l'anno successivo

#### Sovrani sotto il protettorato francese
- Interregno (1887-1895) Dal 1887 fino alla morte nel 1895, Oun Kham rimase il re ma cedette i poteri al figlio e reggente Zakkarin. Con la vittoria francese nella guerra franco-siamese, nel 1893 gli europei riunirono in una colonia i territori di Lan Xang e Luang Prabang entrò a far parte del Protettorato francese del Laos.
- Zakkarin (r. 1895–1904), figlio di Un Kham. Re di Luang Prabang sotto protettorato dell'Unione francese
- Sisavang Vong (r. 1904–1947), figlio di Zakkarin. Re di Luang Prabang sotto protettorato francese fino all'8 aprile 1945, quando i giapponesi occupano Luang Prabang e lo forzano a proclamare l'indipendenza del Laos e sovrano del nuovo Stato. Terminata in agosto l'occupazione giapponese, in settembre tornarono i francesi e in ottobre il movimento indipendentista Lao Issara proclamò l'istituzione della repubblica del Pathet Lao, destituendo il re. I francesi erano stati allontanati di nuovo ma si riorganizzarono e costrinsero all'esilio i membri del Lao Issara. Sisavang Vong riprese i poteri il 23 aprile 1946 e dichiarò nulli tutti gli atti nel periodo dell'occupazione giapponese e del Lao Issara. L'11 maggio 1947 promulgò la Costituzione che sanciva l'istituzione del Regno del Laos, diventando un monarca costituzionale sotto protettorato francese.

## Regno di Champasak (1713-1904)
Dopo l'ascesa al trono di Vientiane di Setthathirath II, nel 1709 si ribellò il governatore Borom Raja di Thakhek, dichiarò l'indipendenza da Vientiane e con un'armata marciò sulla capitale, dove fu respinto. Mantenne comunque il controllo della propria provincia, tagliando i contatti tra Vientiane e le mueang meridionali. Ne approfittarono i governanti di Champasak, nel 1713 il principe Nokasad fu proclamato sovrano del nuovo regno meridionale di Champasak, i cui territori avevano fino ad allora fatto parte del Regno di Vientiane, ed assunse il nome regale Soi Sri Samut. Alla morte di Borom Raja, nel 1715 Setthathirath II riprese possesso di Thakhek ma non riuscì a riprendere Champasak.

### Sovrani di Champasak
- Soi Sisamut (r. 1713–1738)
- Sayakumane 1738-1778)

#### Vassalli del Siam
- Interregno con governo siamese (1778-1780)
- Sayakumane (r. 1780-1791), dopo due anni di deportazione, vassallo siamese
- Fay Na (r. 1791–1811), vassallo siamese
- No Muong (r. 1811), vassallo siamese
- Interregno (1811-1813)
- Manoi (r. 1813–1819), vassallo siamese
- Chao Yo, Dinastia di Vientiane (r. 1819–1826), vassallo siamese
- Huy di Champasak (r. 1826–1841), vassallo siamese
- Nark di Champasak (r. 1841–51), vassallo siamese
- Boua (r. 1851–1852), vassallo siamese
- Interregno, sotto il Regno del Siam (1852–1856)
- Kham Nai (r. 1856–1858), vassallo siamese
- Interregno (r. 1858–1862)
- Kham Souk di Champasak (r. 1863–1893), vassallo siamese. Come tutto il resto dei territori sulla sponda sinistra del Mekong, anche quelli di Champasak furono sottratti ai siamesi dai francesi nel 1893 dopo la guerra franco-siamese

#### Sovrani sotto il protettorato francese
- Kham Souk di Champasak 1893-1900, sotto protettorato francese
- Ratsadanay (r. 1900–1904), sotto protettorato francese. Nel 1904, il regno di Champasak diventa un principato

## Principato di Champasak (1904-1948)

### Principi di Champasak
- Ratsadanay (r. 1904–1945)
- Bun Um (r. 1945–1946), nel 1946 firma un protocollo con cui rinuncia ad ogni rivendicazione sul trono di Champasak, che viene annesso al Regno del Laos avente sovrano il re di Luang Prabang Sisavang Vong.[15]

## Regno del Laos

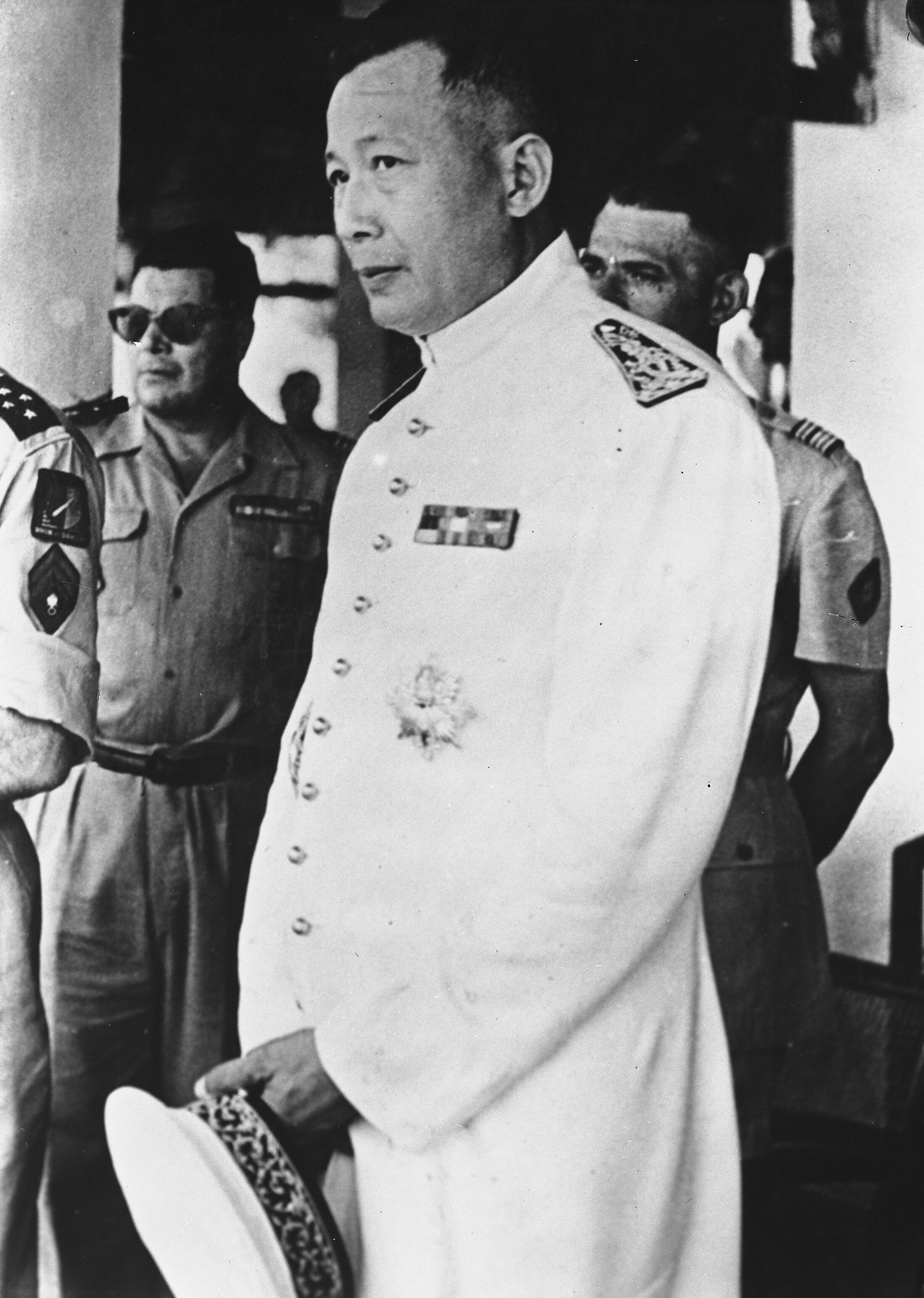
1959, Savang Vatthana, ultimo re del Laos e della dinastia di Khun Lo

Il nuovo Regno del Laos rimase sotto protettorato francese fino al 1954, quando la Conferenza di Ginevra riconobbe l'indipendenza del Paese. I francesi avevano perso la guerra d'Indocina e gradualmente sparirono dall'Indocina.

### Sovrani del Regno del Laos
- Sisavang Vong (r. 1947-1959), nello stesso periodo in cui il Laos ottenne l'indipendenza scoppiò la guerra civile laotiana, che avrebbe insanguinato il Paese fino al 1975 ed ha rappresentato il fronte occidentale della guerra del Vietnam. Sisavang Vong abdicò in favore del figlio poco prima di morire nel 1959
- Savang Vatthana (r. 1959-1975), figlio di Sisavang Vong, rimase sul trono fino alla fine della guerra civile vinta dai comunisti appoggiati da Vietnam del Nord e Unione Sovietica. Fu destituito il 2 dicembre 1975 quando fu istituita la Repubblica Popolare Democratica del Laos. Nel 1977 fu internato assieme a gran parte della famiglia reale in un campo di rieducazione nella remota Provincia di Houaphan, dove morì in data imprecisata. Ebbe così fine la monarchia nel Paese.